# Hypanthidioides colombiae
Hypanthidioides colombiae är en biart som först beskrevs av Schwarz 1933.  Hypanthidioides colombiae ingår i släktet Hypanthidioides och familjen buksamlarbin. Inga underarter finns listade i Catalogue of Life.